# Żuklin
Żuklin – wieś w Polsce położona w województwie podkarpackim, w powiecie przeworskim, w gminie Kańczuga.
W latach 1975–1998 miejscowość administracyjnie należała do województwa przemyskiego.
Wieś, położona w powiecie przemyskim, była własnością Aleksandra Michała Lubomirskiego, została spustoszona w czasie najazdu tatarskiego w 1672 roku. Prywatna wieś szlachecka, położona w województwie ruskim, w 1739 roku należała wraz z folwarkiem do klucza Kańczuga Lubomirskich.

## Części wsi
| SIMC    | Nazwa   | Rodzaj    |
| ------- | ------- | --------- |
| 0604583 | Budy    | część wsi |
| 0604590 | Górki   | część wsi |
| 0604608 | Wygoda  | część wsi |
| 0604614 | Zagrody | część wsi |

## Informacje ogólne
Mała wioska położona nad rzeką Mleczką. Sąsiadujące miejscowości: Kańczuga, Krzeczowice, Niżatyce, Łopuszka Mała oraz Pantalowice. Leży na Podgórzu Rzeszowskim na wysokości 210 m n.p.m., w odległości 13 km na południe od Przeworska. Tereny na których znajduje się Żuklin zostały utworzone z osadów trzeciorzędowych. Gleby występujące na tym terenie to gleby gliniaste i czarnoziemy.

## Historia
Żuklin został założony w 1384 roku. W 1390 r. Wieś należąca do klucza kańczudzkiego, była własnością Tarnowskich, a potem przeszła do Pileckich – dziedziców Kańczugi i okolic na przeszło 200 lat. Następnie na ponad 100 lat przechodzi do Ostrowążów, a po roku 1623 właścicielami są Lubomirscy. W 1498 r. napad tatarski spowodował wyludnienie wsi. Wielu mieszkańców zginęło, część dostała się do niewoli i została wywieziona do Turcji i Macedonii. W 1624 r. ma miejsce ponowny napad tatarski, ale i później ludność nie ma spokoju. Napady Kozaków, Szwedów, Rakoczego, częste przejścia wojsk i ciągła obawa przygnębiająco wpłynęły na ludność, która przenosiła się w bezpieczne miejsca. W 1812 roku Żuklin i Siedleczka (220 morgów) dostają się w ręce Kellermannów, mieszkających w Żuklinie.

## Zespół pałacowy Kellermannów
W Żuklinie znajduje się pałac z drugiej połowy XIX wieku, otoczony parkiem z tego samego okresu. W 1946 roku w pałacu zostało założone liceum ogólnokształcące, następnie mieściły się tam warsztaty Szkół Odzieżowych. W 2000 roku był on jeszcze własnością gminy i miasta Kańczuga i planowano tam utworzyć ośrodek dla dzieci z porażeniem mózgowym lub dom samotnej matki. Rok później został wykupiony przez prywatnego inwestora z Rzeszowa (którego babka mieszkała w Żuklinie przed laty). W pierwszym roku po zakupie pałacu odnowiono stróżówkę i część pałacu.
W skład zespołu pałacowego Kellermannów wchodzą:
- murowany, piętrowy pałac (II poł XIX wieku);
- główny wjazd - brama i kordegarda (II poł. XIX wieku), współcześnie odnowione;
- park krajobrazowy.

## Kolej wąskotorowa
W Żuklinie znajduje się stacja linii kolei wąskotorowej Przeworsk – Dynów.